# 申仲快
申仲快（越南语：／），阮朝舉人、官員。

## 生平
申仲快是承天府豐田縣安魯社（今屬承天順化省豐田縣）人，爲舉人申仲㦢之子，申文㦪之侄。
同慶三年（1888年），申仲快在承天場考中戊子科舉人。
後任都察院掌印。